# 諾伍德 (喬治亞州)
諾伍德（英語：Norwood）是一個位於美國喬治亞州沃倫縣的城市。

## 地理
諾伍德的座標為33°27′50″N 82°42′21″W / 33.46389°N 82.70583°W，而該地的平均海拔高度為187米（即614英尺）。

## 人口
根據2010年美國人口普查的數據，諾伍德的面積為2.10平方千米，當中陸地面積為2.10平方千米，而水域面積為0.00平方千米。當地共有人口239人，而人口密度為每平方千米113.81人。